# Campoplex liogaster
Campoplex liogaster là một loài tò vò trong họ Ichneumonidae.